# Karwowo (Sochaczew)
Karwowo – jedna z dzielnic miasta Sochaczew położona w jego północno-zachodniej części. Dzielnica została wydzielona częściowo z gruntów wsi Karwowo dnia 1 stycznia 1985 roku.
Dzielnica otoczona jest lasem "gawłowskim" oraz nieeksploatowanymi gruntami. W Karwowie znajduje się kościół parafialny św. brata Alberta. 
Główną część Karwowa stanowi osiedle domków jednorodzinnych. Osiedle posiada 2 sklepy spożywcze oraz hurtownię budowlaną. Pobliski las stanowi atrakcję dla okolicznych rowerzystów.